# 146921 Michaelbuckley
146921 Michaelbuckley è un asteroide della fascia principale. Scoperto nel 2002, presenta un'orbita caratterizzata da un semiasse maggiore pari a 3,0520592 au e da un'eccentricità di 0,1273286, inclinata di 2,03946° rispetto all'eclittica.